# Stenocephalemys ruppi
Stenocephalemys ruppi es una especie de roedor de la familia Muridae.

## Distribución geográfica
Se encuentra solo en Etiopía.

## Hábitat
Su hábitat natural son: zonas subtropicales o tropicales, a gran altitud, matorrales.

## Estado de conservación
Se encuentra amenazada de extinción por la pérdida de su hábitat natural.